# Celler Sauvella
Sauvella , conegut també com a  Orcauvins,  és un celler d'Orcau, una empresa que comença el 2004 amb unes vinyes plantades uns cinquanta anys abans amb macabeu i brocada i que elabora vins de la Denominació d'Origen Costers del Segre.

## Història
Va ser fundat el 2004 per l'enòleg Jeroen Nagtegaal, de procedència holandesa. El nom del celler prové de la parcel·la on s'ubica: "Obaga de Sauvella".

## Vinyes
Disposa d'unes 5 hectàrees on es cultiva macabeu, ull de llebre, sirà, cabernet sauvignon, sumoll negre i garnatxa negra (negres), i a nivell experimental primitivo o nebbiolo.
A la finca la terra és de tipus calcària. És de secà i la producció és 100% ecològica (certificat CCPAE)

## Vins
Els vins que elabora el celler Sauvella estan al mercat amb les etiquetes Luscinia Eximia (negre) amb les diverses varietats. La guia de vins francesa Gilbert Gaillard ha publicat la seva llista TOP 100 de vins espanyols i ha reconegut amb 93 punts, la màxima puntuació de l'edició de 2017 d'aquest top, dos vins del celler. Es tracta, concretament, dels Sauvella Luscinia Eximia 2009 i el Sauvella Luscinia Mirifica 2008, situats en la posició 5 i 6 respectivament.